# 涡轮喷气发动机

渦噴發動機的動畫

涡轮喷气发动机（英语：Turbojet，簡稱噴射發動機或涡喷发动机）是一种涡轮发动机。特点是完全依赖燃气流产生推力。通常用作高速飞机的动力。油耗比涡轮扇发动机高。

涡喷发动机分为离心式与轴流式两种，离心式由英国人弗兰克·惠特尔爵士于1930年取得发明专利，但是直到1941年装有这种发动机的E-28/39才第一次上天，一直试飞到了1944年，因此没有参加第二次世界大战。二战盟军唯一参与过作战喷气式战斗机是格洛斯特流星式。轴流式诞生在德国，并且作为第一种实用的喷气式战斗机Me-262的动力参加了1944年末的战斗。相比起离心式涡喷发动机，轴流式具有横截面小，压缩比高的优点，但是需要較高品質的材料——這在1945年左右是极为稀少和昂贵的。当今的涡喷发动机多为轴流式，而小型發動機上仍可能使用離心式壓縮，以减轻重量和减去不必要的推力。

一个典型的軸流式涡轮喷气发动机图解（淺藍色箭頭為氣流流向）
图片注释：1 - 吸入, 2 - 低压压缩, 3 - 高压压缩, 4 - 燃烧, 5 - 排气, 6 - 热区域, 7 - 涡轮机, 8 - 燃烧室, 9 - 冷区域, 10 - 进气口

## 結構

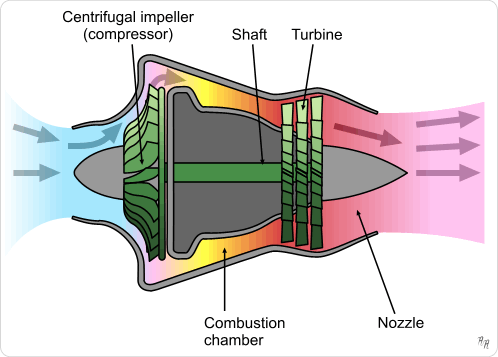
离心式涡轮喷气发动机的原理示意图
图片注释：顺时针依次为：离心叶轮（压缩机），轴，涡轮机，喷嘴，燃烧室

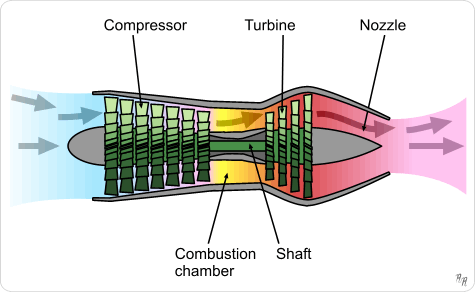
轴流式涡轮喷气发动机的原理示意图
图片注释：左至右依次为：压气机、燃烧室、轴、涡轮、尾喷管

### 进气道
轴流式涡喷发动机的主要结构如图，空气首先进入进气道，因为飞机飞行的状态是变化的，进气道需要保证空气最后能顺利的进入下一结构：壓縮機。进气道的主要作用就是将空气在进入压气机之前调整到发动机能正常运转的状态。在超音速飞行时，机头与进气道口都会产生激波，空气经过激波压力会升高，因此进气道能起一定的预压缩作用，但是激波位置不适当将造成局部压力的不均匀，甚至有可能损坏压气机。所以一般超音速飞机的进气道口都有一个激波调节锥，根据空速的情况调节激波的位置。
两侧进气或机腹进气的飞机由于进气道紧贴机身，会受到邊界層的影响，还会附带一个邊界層调节装置。所谓邊界層是指紧贴机身表面流动的一层空气，其流速远低于周围空气，但其静压比周围高，形成压力梯度。因为其能量低，不适于进入发动机而需要排除。当飞机有一定攻角时由于压力梯度的变化，在压力梯度加大的部分（如背风面）将发生邊界層分离的现象，即本来紧贴机身的邊界層在某一点突然脱离，形成湍流。
湍流是相對来说的，简单说就是运动不规则的流体，严格的说所有的流动都是湍流。湍流的发生机制、过程的模型化现在都不太清楚。但是非指湍流不好，在发动机中很多地方例如在燃烧过程就要充分利用湍流。

### 壓縮機
壓縮機的涡轮叶片由定子（stator）葉片与转子（rotor）葉片交错组成，一对定子葉片与转子葉片称为一级，定子固定在发动机框架上，转子由转子轴与涡轮相连。现役涡喷发动机一般为8－12级压气机。级数越多越往后压力越大，当战斗机突然做高机动时，流入壓縮機前级的空气压力骤降，而后级压力很高，此时会出现后级高压空气反向膨胀，发动机工作极不稳定的状况，工程上称为“喘振”，这是发动机最致命的事故，很有可能造成熄火甚至结构毁坏。
防止“喘振”发生有几种办法。经验表明喘振多发生在壓縮機的5，6级间，在此区间设置放气环，以使压力出现异常时及时泄压可避免喘振的发生。或者将转子轴做成两层同心空筒，分别连接前级低压壓縮機与涡轮，后级高压壓縮機与另一组涡轮，两套转子组互相独立，在压力异常时自动调节转速，也可避免喘振。

### 燃烧室与涡轮
空气经过壓縮機压缩后进入燃烧室与煤油混合燃烧，膨胀做功；紧接着流过涡轮，推动涡轮高速转动。因为涡轮与壓縮機转子连在一根轴上，所以壓縮機，壓氣機与涡轮的转速是一样的。最后高温高速燃气经过喷管喷出，以反作用力提供动力。燃烧室最初形式是几个围绕转子轴环状并列的圆筒小燃烧室，每个筒都不是密封的，而是在适当的地方开有孔，所以整个燃烧室是连通的，后来发展到环形燃烧室，结构紧凑，但是整个流体环境不如筒状燃烧室，还有结合二者优点的组合型燃烧室。
涡轮始终工作在极端条件下，对其材料、制造工艺有着极其苛刻的要求。目前多采用粉末冶金的空心叶片，整体铸造，即所有叶片与叶盘一次铸造成型。相比起早期每个叶片与叶盘都分体铸造，再用榫接起来，省去了大量接头的质量。制造材料多为耐高温合金材料，中空叶片可以通以冷空气以降温。而为第四代战机研制的新型发动机将配备高温性能更加出众的陶瓷粉末冶金的叶片。这些手段都是为了提高涡喷发动机最重要的参数之一：涡轮前温度。高涡前温度意味着高效率，高功率。

### 及加力燃烧室
喷管（nozzle）的形状结构决定了最终排出的气流的状态，早期的低速发动机采用单纯收敛型喷管，以达到增速的目的。根据牛顿第二定律，燃气喷出速度越大，飞机将获得越大的反作用力。
但是这种方式增速是有限的，因为最终气流速度会达到音速，这时出现激波阻止气体速度的增加。而采推力向量发动机，而世界上第一種正式服役的第五代戰鬥機——美國的F-22更將此一技術發展至一個更成熟、可靠的層級，比起前兩者也有更好的性能。燃气舵面的代表是美国的X－31技术验证机。
在经过涡轮后的高温燃气中仍然含有部分尚未來得及消耗的氧气，在这样的燃气中继续注入煤油仍然能够燃烧，产生额外的推力。所以多數現代戰機战机的发动机在涡轮后加裝了加力燃烧室，以达到在短时间里大幅度提高发动机推力的目的。一般而言加力燃烧室能在短时间裡将最大推力提高50％，但是油耗惊人，一般仅用于起飞或应付激烈的空中缠鬥，唯一可以在超音速巡航時全程開啟、並達到最佳效率的是SR-71。

## 使用情况
涡喷发动机适合航行的范围很广，从低空低亚音速到高空超音速飞机都广泛应用。前苏联的战斗机米格-25高空超音速战机即采用米库林-图曼斯克设计局的涡喷发动机作为动力，曾经创下3.3马赫的战斗机速度纪录与37250米的升限纪录。（这个纪录在一段时间内不太可能被打破的）
与涡轮扇发动机相比，涡喷发动机燃油经济性要差一些，但是高速性能要优于涡扇，特别是高空高速性能。